# Place Jan-Karski
La place Jan-Karski est une voie du 10e arrondissement de Paris, en France.

## Situation et accès
La place Jan-Karski est une voie publique située dans le nord-est du 10e arrondissement de Paris. Cette place presque carrée, d'environ 40 m de côté, occupe le carrefour des rues Louis-Blanc, Philippe-de-Girard et Cail. 
Une pelouse circulaire avec massif de fleurs et entourée d'une grille et d'un trottoir en occupe le centre. 
La place est en fait un pont qui enjambe les voies de la gare de l'Est, en tranchée à cet endroit. Les voies passent sous la place du nord au sud et sont visibles depuis le trottoir. Au nord, celui-ci est rectiligne et possède une vue dégagée sur la tranchée. Au contraire au sud, il est fortement incurvé et les voies sont plus ou moins masquées par un ensemble de quatre ponts-passerelles de béton légèrement arqués et assez rapprochés (seul le pont-passerelle le plus au sud est ouvert à la circulation piétonne, les trois autres sont fermés par des grilles).

## Origine du nom

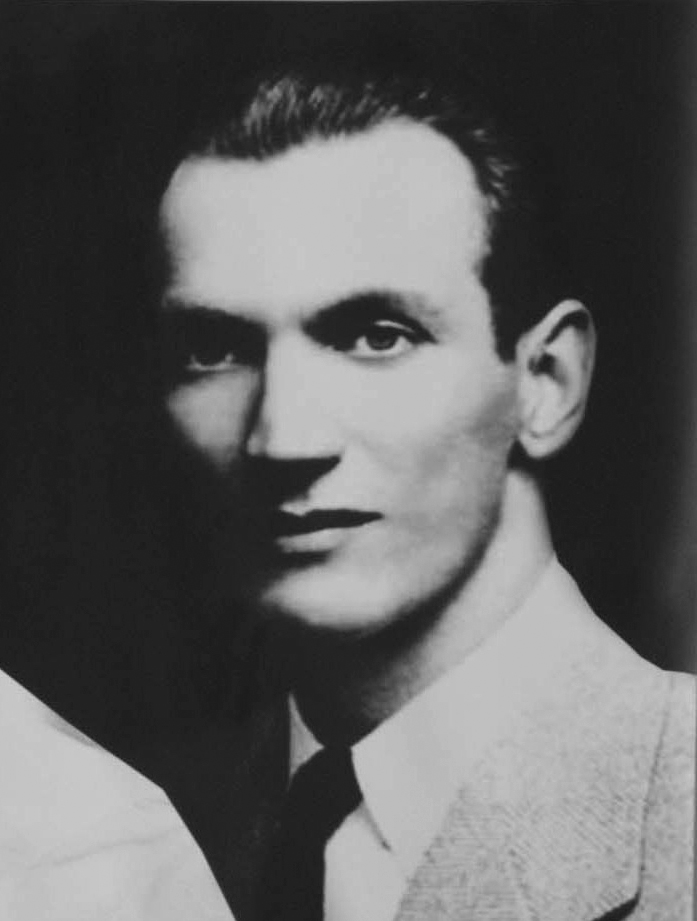
Jan Karski.

Cette place rend honneur à Jan Karski (1914-2000) résistant polonais durant la Seconde Guerre mondiale, courrier de l'Armia Krajowa (Armée polonaise de l'intérieur), devenu professeur de relations internationales aux États-Unis.

## Historique
La place est anciennement nommée place T/10, dénomination provenant d'une désignation systématique des voies de circulation parisiennes pour lesquelles aucune identification préalable n'a été enregistrée : elle était formée d'un code d'une ou deux lettres, séparé du numéro de l'arrondissement par une barre oblique. La voie T/10 désignait donc la 20e voie du 10e arrondissement à s'être trouvée dans ce cas. Aucune plaque ne matérialisait ce nom sur le terrain. Les habitants du quartier lui ont donné pendant plusieurs décennies le nom de « place de la Pendule » en raison du mat surmontant une horloge à trois pans qui se trouvait au nord de la pelouse circulaire qui en occupe le centre. L'horloge est aujourd'hui fixée sur un des lampadaires centraux. 
Ce n'est qu'à partir du 28 mai 2015 que, sur la demande conjointe de l'ambassadeur de Pologne en France Tomasz Orlowski et du président du Mémorial de la Shoah Éric de Rothschild par lettre du 17 février 2014, la municipalité décide de renommer la voie à la suite d'une délibération « place Jan Karski ».

## Bâtiments remarquables et lieux de mémoire

Vue montrant le jardin central, l'horloge et le lycée Colbert (au fond à droite)

Le centre de la place est muni d'un petit jardin circulaire, entouré par un trottoir. Ce rond-point n'est pas un carrefour giratoire et des feux de circulation régissent le trafic routier. Le jardin est surmonté, sur son côté nord, par une petite horloge fixée sur un lampadaire.
À l'angle nord-est de la place, sur le trottoir à l'angle de la rue Louis-Blanc, une statue est élevée dans un jardinet. Il s'agit du groupe Faune aux enfants réalisé par Yvonne Serruys en 1911.
Le lycée Colbert est situé au nord-est de la place, une école élémentaire au sud-est.